# Kampfgeschwader 101
Kampfgeschwader 101 foi uma unidade de bombardeiros da Luftwaffe que prestou serviço durante a Segunda Guerra Mundial. Esta unidade operou aviões Junkers Ju 88 e Focke-Wulf Fw 190, e participou no programa mistel. Teve como Geschwaderkommodoren o Major-general Robert Krauss durante todo o período da sua existência.